# Juraj Liška
Pour les articles homonymes, voir Liška.
Juraj Liška est un homme politique slovaque, né le 29 novembre 1964 à Trenčín.
Du 10 octobre 2003 au 1er février 2006, il a exercé les fonctions de ministre de la Défense (en slovaque : minister obrany) dans le deuxième gouvernement de Mikuláš Dzurinda. À ce poste, il a remplacé Ivan Šimko, qui avait exercé ces responsabilités du 16 octobre 2002 au 24 septembre précédent, puis le ministre des Affaires étrangères, Eduard Kukan, qui en assurait l'intérim depuis cette date.
Il démissionne à son tour le 1er février 2006, et est remplacé par Martin Fedor.